# Liste der Baudenkmäler in Hirschaid
Auf dieser Seite sind die Baudenkmäler in dem oberfränkischen Markt Hirschaid zusammengestellt. Diese Tabelle ist eine Teilliste der Liste der Baudenkmäler in Bayern. Grundlage ist die Bayerische Denkmalliste, die auf Basis des Bayerischen Denkmalschutzgesetzes vom 1. Oktober 1973 erstmals erstellt wurde und seither durch das Bayerische Landesamt für Denkmalpflege geführt wird. Die folgenden Angaben ersetzen nicht die rechtsverbindliche Auskunft der Denkmalschutzbehörde.

## Baudenkmäler nach Gemeindeteilen

### Hirschaid
| Lage                                                              | Objekt                                                                                   | Beschreibung | Akten-Nr.              | Bild                       |
| ----------------------------------------------------------------- | ---------------------------------------------------------------------------------------- | --- | ---------------------- | -------------------------- |
| Bamberger Straße 7 (Standort)                                     | Ehemaliges Gasthaus Weißes Lamm                                                          | Zweigeschossiger Satteldachbau mit Zierfachwerk, 17. Jahrhundert, Erdgeschoss mit Sandsteinquadermauerwerk im 19. Jahrhundert erneuert, Wetterdach                                               | D-4-71-145-1 Wikidata  | weitere Bilder             |
| Bamberger Straße 7 (Standort)                                     | Einfriedung                                                                              | Sandsteinpfosten | D-4-71-145-1 Wikidata  | BW                         |
| Kirchplatz 1 (Standort)                                           | Katholische Pfarrkirche St. Veit                                                         | Chorflankenturm mit Spitzhelm, zweite Hälfte 13. Jahrhundert und nach 1645, Langhaus und eingezogener, dreiseitig geschlossener Chor 1725–28 von Balthasar Wolf, 1936 erweitert; mit Ausstattung | D-4-71-145-3 Wikidata  | weitere Bilder             |
| Kirchplatz 2 (Standort)                                           | Katholischer Pfarrhof                                                                    | Zweigeschossiger Walmdachbau mit Ecklisenen und geohrten Fenstergewänden, 1747/48, restauriert 1888                                                                                              | D-4-71-145-4 Wikidata  | Katholischer Pfarrhof      |
| Kirchplatz 4 (Standort)                                           | Alte Schule                                                                              | Mehrteiliger zweigeschossiger Bau mit Walm- und Halbwalmdach, im Obergeschoss eingetiefte Brüstungsfelder, Eckerker, Heimatstil, 1913                                                            | D-4-71-145-70 Wikidata | weitere Bilder             |
| Luitpoldstraße 2 (Standort)                                       | Bauernhaus                                                                               | Zweigeschossiger Walmdachbau, Tür- und Fenstergewände mit Segmentstürzen, Mitte 19. Jahrhundert                                                                                                  | D-4-71-145-5 Wikidata  | BW                         |
| Nähe Am Friedhof (Standort)                                       | Kruzifix                                                                                 | Sandstein, in der Art Friedrich Theilers, 1815 | D-4-71-145-14 Wikidata | BW                         |
| Nähe Mühlbach (Standort)                                          | Bildstock                                                                                | Gebauchter runder Schaft mit vierseitigem Aufsatz, leeren Bildnischen und Giebenbedachungen, bezeichnet „1661“                                                                                   | D-4-71-195-19 Wikidata | weitere Bilder             |
| Nähe Nürnberger Straße, am Ortsausgang gegen Altendorf (Standort) | Kapelle zu den Fünf Wunden                                                               | Massiver Satteldachbau, Altarraum dreiseitig geschlossen, 17. Jahrhundert | D-4-71-145-13 Wikidata | Kapelle zu den Fünf Wunden |
| Nürnberger Straße, vor der Fünf-Wunden-Kapelle (Standort)         | Bildstock                                                                                | Ionische Säule, vierseitiger Aufsatz mit Bildtafeln und Muschelabschlüssen, Eisenkreuz, bezeichnet „1683“                                                                                        | D-4-71-145-15 Wikidata | Bildstock                  |
| Nürnberger Straße 8 (Standort)                                    | Bauernhaus                                                                               | Zweigeschossiger Walmdachbau, im Kern Fachwerk, um 1800; durch Ladeneinbau im Erdgeschoss entstellt                                                                                              | D-4-71-145-6 Wikidata  | Bauernhaus                 |
| Nürnberger Straße 12 (Standort)                                   | Ehemalige Judenschule                                                                    | Zweigeschossiger Walmdachbau mit Eckpilastern, Fenster und Türe mit Segmentstürzen, Anfang 19. Jahrhundert                                                                                       | D-4-71-145-71          | weitere Bilder             |
| Nürnberger Straße 12 (Standort)                                   | Rückgebäude                                                                              | Mit Mikwe | D-4-71-145-71 Wikidata | BW                         |
| Nürnberger Straße 17 (Standort)                                   | Fachwerkscheune und Fachwerkremise                                                       | 18. Jahrhundert | D-4-71-145-7 Wikidata  | weitere Bilder             |
| Nürnberger Straße 31 (Standort)                                   | Gasthof Schwarzer Bär                                                                    | Zweigeschossiger Walmdachbau mit Ecklisenen und Gurtgesims, um 1800; zum Teil verändert | D-4-71-145-8 Wikidata  | Gasthof Schwarzer Bär      |
| Nürnberger Straße 43 (Standort)                                   | Bauernhaus                                                                               | Massiver, zweigeschossiger Walmdachbau, verputzt mit versetzten Eckquadern und Fensterschürzen, Biedermeier, erste Hälfte 19. Jahrhundert                                                        | D-4-71-145-9 Wikidata  | weitere Bilder             |
| Nürnberger Straße 99 (Standort)                                   | Ehemaliges Schleusenwärterhaus zur Schleuse 96, Bestandteil des Ludwig-Donau-Main-Kanals | Eingeschossiger Satteldachbau, 1836–45 von Heinrich von Pechmann | D-4-71-145-12 Wikidata | weitere Bilder             |
| Rathausstraße 8 (Standort)                                        | Wohnhaus                                                                                 | Zweigeschossiger Walmdachbau, Erdgeschoss mit Pilastergliederung, Obergeschoss Fachwerk, 18./19. Jahrhundert                                                                                     | D-4-71-145-10 Wikidata | Wohnhaus                   |
| Stiberstraße, am Ortsausgang gegen Strullendorf (Standort)        | Bildstock                                                                                | Dorische Säule, vierseitiger Aufsatz mit leeren Bildnischen und Giebelabdachung, Ende 17. Jahrhundert                                                                                            | D-4-71-145-16 Wikidata | Bildstock                  |
| Sankt-Johannis-Straße 1 (Standort)                                | Notkirche, ehemalige Werkshalle                                                          | Ziegelrohbau mit kupferblechgedecktem Flachsatteldach, Turm über quadratischem Grundriss, Umbau und Ausstattung Architekt Albert Köhler (München), 1956; mit Ausstattung                         | D-4-71-145-78 Wikidata | BW                         |

### Erlach
| Lage                                                        | Objekt                                                | Beschreibung | Akten-Nr.              | Bild                               |
| ----------------------------------------------------------- | ----------------------------------------------------- | --- | ---------------------- | ---------------------------------- |
| An der Ebrach, bei Nr. 1 (Standort)                         | Bildstock                                             | Sandstein gemauert, Nischenaufsatz mit Giebelbedachung, Ende 18./Anfang 19. Jahrhundert                                   | D-4-71-145-21 Wikidata | Bildstock                          |
| An der Ebrach 2 (Standort)                                  | Bauernhaus                                            | Eingeschossiger Satteldachbau mit Eckpilastern, Mitte 19. Jahrhundert                                                     | D-4-71-145-18 Wikidata | Bauernhaus                         |
| An der Ebrach 6 (Standort)                                  | Ehemalige Brauerei Messingschlager                    | Massiver, zweigeschossiger Walmdachbau, verputzt, um 1800                                                                 | D-4-71-145-19 Wikidata | Ehemalige Brauerei Messingschlager |
| An der Ebrach 6 (Standort)                                  | Ehemalige Brauerei Messingschlager, Remise            | Massiver Satteldachbau, um 1800                                                                                           | D-4-71-145-19 Wikidata | BW                                 |
| An der Ebrach 6 (Standort)                                  | Ehemalige Brauerei Messingschlager, Hofummauerung     | 18./19. Jahrhundert | D-4-71-145-19 Wikidata | BW                                 |
| An der Ebrach 6 (Standort)                                  | Ehemalige Brauerei Messingschlager, zwei Stallgebäude | Mit Holzlege und Frackdach, nach 1821                                                                                     | D-4-71-145-19 Wikidata | BW                                 |
| An der Ebrach 6 (Standort)                                  | Ehemalige Brauerei Messingschlager, Nebengebäude      | Massiv und eingeschossig, umlaufendes Satteldach, nach 1821                                                               | D-4-71-145-19 Wikidata | BW                                 |
| An der Ebrach 6 (Standort)                                  | Ehemalige Brauerei Messingschlager                    | Stadel, massiv, Satteldach, erste Hälfte 20. Jahrhundert                                                                  | D-4-71-145-19 Wikidata | BW                                 |
| An der Ebrach 6 (Standort)                                  | Ehemalige Brauerei Messingschlager, Tanzsaal          | Massiver, eingeschossiger Walmdachbau, verputzt, um 1930, verändert                                                       | D-4-71-145-19 Wikidata | BW                                 |
| An der Ebrach 11 (Standort)                                 | Bauernhaus                                            | Eingeschossig, massiv und verputzt, Giebeldach, Mitte 19. Jahrhundert                                                     | D-4-71-145-20 Wikidata | BW                                 |
| Erlacher Hauptstraße (Standort)                             | Bildstock                                             | Sandstein, ionische Säule, vierseitiger Aufsatz mit Muschelabschluss und zweifachem Eisenkreuz, barock, bezeichnet „1723“ | D-4-71-145-23 Wikidata | weitere Bilder                     |
| Mühlwiesen; Reiche Ebrach, südlich des Mühlbachs (Standort) | Kapelle bei der Mühle                                 | Massiv, Fassade Sandsteinquader, Satteldach, 18./19. Jahrhundert; mit Ausstattung                                         | D-4-71-145-22 Wikidata | BW                                 |

### Friesen
| Lage                                                                                  | Objekt                              | Beschreibung | Akten-Nr.              | Bild             |
| ------------------------------------------------------------------------------------- | ----------------------------------- | --- | ---------------------- | ---------------- |
| Erlenweg 10 (Standort)                                                                | Bauernhaus                          | Eingeschossiger Satteldachbau, Fachwerk, erstes Drittel 18. Jahrhundert                                                                           | D-4-71-145-25 Wikidata | weitere Bilder   |
| Erlenweg 12 (Standort)                                                                | Bauernhaus                          | Eingeschossig mit Frackdach, Fachwerk, 18. Jahrhundert, östlicher eingeschossiger Anbau mit Satteldach, 19. Jahrhundert                           | D-4-71-145-26 Wikidata | weitere Bilder   |
| Erlenweg 14 (Standort)                                                                | Kruzifix                            | Holz, mit Blechverdachung, um 1910 | D-4-71-145-69 Wikidata | weitere Bilder   |
| Erlenweg 18 (Standort)                                                                | Bauernhaus                          | Eingeschossiger Halbwalmdachbau, Fachwerk, zweite Hälfte 18. Jahrhundert                                                                          | D-4-71-145-27 Wikidata | weitere Bilder   |
| Erlenweg 18 (Standort)                                                                | Stadel                              | Gleichzeitig, Sockel Sandsteinquader, Fachwerk | D-4-71-145-27 Wikidata | weitere Bilder   |
| Erlenweg 18 (Standort)                                                                | Remise                              | Fachwerk, Satteldach | D-4-71-145-27 Wikidata | BW               |
| Erlenweg 18 (Standort)                                                                | Stallgebäude                        | Mit Holzlege, Sockelgeschoss massiv, Frackdach, erstes Drittel 19. Jahrhundert                                                                    | D-4-71-145-27 Wikidata | weitere Bilder   |
| Erlenweg 18 (Standort)                                                                | Schuppen                            | Eingeschossiger Satteldachbau, Fachwerk, 18./19. Jahrhundert                                                                                      | D-4-71-145-27 Wikidata | Schuppen         |
| Friesener Hauptstraße 13 (Standort)                                                   | Katholische Kapelle St. Maria       | Saalbau mit Satteldach, eingezogener Chor, Sakristeianbau, Fassadenturm mit Spitzhelm, neugotisch, 1867; mit Ausstattung                          | D-4-71-145-24 Wikidata | weitere Bilder   |
| Friesener Hauptstraße 18 (Standort)                                                   | Großbauernhaus                      | Obergeschoss Fachwerk, Walmdach, Ende 18. Jahrhundert Remise, Obergeschoss Fachwerk, Satteldach, Anfang 19. Jahrhundert, im Erdgeschoss verändert | D-4-71-145-28 Wikidata | weitere Bilder   |
| Friesener Hauptstraße 19 (Standort)                                                   | Stadel                              | Fachwerk, Satteldach, 18. Jahrhundert | D-4-71-145-68 Wikidata | weitere Bilder   |
| Friesener Hauptstraße 25 (Standort)                                                   | Ehemaliges Gasthaus Hofmann         | Zweigeschossiger Walmdachbau, Obergeschoss Fachwerk, zweite Hälfte 18. Jahrhundert, verändert Mitte 19. Jahrhundert                               | D-4-71-145-29 Wikidata | weitere Bilder   |
| Friesener Hauptstraße 25 (Standort)                                                   | Ehemaliges Gasthaus Hofmann, Remise | Eingeschossiger Massivbau, Satteldach mit Fachwerkgiebel, Anfang 19. Jahrhundert, verändert                                                       | D-4-71-145-29 Wikidata | BW               |
| Friesener Hauptstraße 26 (Standort)                                                   | Bauernhaus                          | Eingeschossiger Traufseitbau, Fachwerk, Satteldach, bezeichnet „1774“                                                                             | D-4-71-145-30 Wikidata | weitere Bilder   |
| Friesener Hauptstraße 28 (Standort)                                                   | Bauernhaus                          | Eingeschossiger, traufseitiger Satteldachbau, Fachwerk                                                                                            | D-4-71-145-31 Wikidata | weitere Bilder   |
| Friesener Hauptstraße 28 (Standort)                                                   | Stadel                              | Fachwerk, Satteldach; 18. Jahrhundert | D-4-71-145-31 Wikidata | weitere Bilder   |
| Friesener Hauptstraße 31 (Standort)                                                   | Bauernhaus                          | Zweigeschossiger traufständiger Satteldachbau, Obergeschoss Fachwerk, Anfang 19. Jahrhundert                                                      | D-4-71-145-33 Wikidata | weitere Bilder   |
| Friesener Hauptstraße 33 (Standort)                                                   | Bauernhaus                          | Zweigeschossiger Satteldachbau, traufständig, Fachwerk, Mitte 18. Jahrhundert                                                                     | D-4-71-145-34 Wikidata | weitere Bilder   |
| Friesener Hauptstraße 33 (Standort)                                                   | Remise                              | Fachwerk, Satteldach, 18. Jahrhundert | D-4-71-145-34 Wikidata | weitere Bilder   |
| Friesener Hauptstraße 33 (Standort)                                                   | Stadel                              | Fachwerk, Satteldach, 18. Jahrhundert | D-4-71-145-34 Wikidata | weitere Bilder   |
| Friesener Hauptstraße 41 (Standort)                                                   | Bauernhaus                          | Eingeschossiger Satteldachbau, Fachwerk, 18. Jahrhundert                                                                                          | D-4-71-145-35          | weitere Bilder   |
| Friesener Hauptstraße 45 (Standort)                                                   | Bauernhaus                          | Eingeschossiger Traufseitbau, Fachwerk, Satteldach, 18. Jahrhundert                                                                               | D-4-71-145-36 Wikidata | weitere Bilder   |
| Gasswiesenfelder, Nebenstraße zur Staatsstraße ST 2216, Richtung Wernsdorf (Standort) | Heiligenhäuschen                    | Sandstein gemauert, bezeichnet „1879“ | D-4-71-145-38 Wikidata | Heiligenhäuschen |
| Ratsfelsen; unter Dorflinde, bei der Abzweigung zum Juraweg (Standort)                | Kruzifix                            | Kunststein, historistisch, bezeichnet „1911“ | D-4-71-145-11 Wikidata | weitere Bilder   |
| Köppelhof 1 (Standort)                                                                | Bauernhaus                          | Zweigeschossiger Walmdachbau, Obergeschoss Fachwerk, zweite Hälfte 18. Jahrhundert Gleichzeitig Stadel, Fachwerk, Satteldach                      | D-4-71-145-37 Wikidata | weitere Bilder   |

### Großbuchfeld
| Lage                       | Objekt  | Beschreibung                                                                                 | Akten-Nr.              | Bild    |
| -------------------------- | ------- | -------------------------------------------------------------------------------------------- | ---------------------- | ------- |
| Großbuchfeld 15 (Standort) | Brunnen | Sandstein, 18. Jahrhundert                                                                   | D-4-71-145-40          | BW      |
| In Großbuchfeld (Standort) | Kapelle | Massiv und verputzt, dreiseitig geschlossen, Giebelkreuz, bezeichnet „1895“; mit Ausstattung | D-4-71-145-39 Wikidata | Kapelle |

### Kleinbuchfeld
| Lage                          | Objekt   | Beschreibung                                                                                  | Akten-Nr.     | Bild |
| ----------------------------- | -------- | --------------------------------------------------------------------------------------------- | ------------- | ---- |
| Kleinbuchfeld 12 c (Standort) | Wegkreuz | Eisenkreuz mit Korpus im Viernageltypus, auf Säulenpostament, Sandstein, Ende 19. Jahrhundert | D-4-71-145-82 | BW   |

### Köttmannsdorf
| Lage                                               | Objekt    | Beschreibung | Akten-Nr.              | Bild      |
| -------------------------------------------------- | --------- | --- | ---------------------- | --------- |
| Köttmannsdorfer Hauptstraße, bei Nr. 64 (Standort) | Bildstock | Sandstein, korinthische Säule, Aufsatz mit Muschelabschluss und zweifachem, schmiedeeisernem Kreuz, barock, bezeichnet „1740“ | D-4-71-145-45 Wikidata | Bildstock |
| Köttmannsdorfer Hauptstraße, bei Nr. 64 (Standort) | Kreuz     | Schmiedeeisen, auf doppeltem Sandsteinsockel, um 1880/90                                                                      | D-4-71-145-44 Wikidata | Kreuz     |

### Röbersdorf
| Lage                                                                                      | Objekt                                                         | Beschreibung                                                              | Akten-Nr.              | Bild           |
| ----------------------------------------------------------------------------------------- | -------------------------------------------------------------- | ------------------------------------------------------------------------- | ---------------------- | -------------- |
| Nähe Röbersdorfer Hauptstraße, östlich von Röbersdorf an der Staatsstraße 2260 (Standort) | Wegkapelle                                                     | Mit Satteldach und Eckpilastern, bezeichnet „1725“; mit Ausstattung       | D-4-71-145-49 Wikidata | BW             |
| Ringstraße 9 (Standort)                                                                   | Katholische Filialkirche St. Veit, Chorturm                    | Mit gerippter Zwiebelhaube, 1756, im übrigen Neubau 1975; mit Ausstattung | D-4-71-145-47 Wikidata | weitere Bilder |
| Ringstraße 9 (Standort)                                                                   | Katholische Filialkirche St. Veit, Reste der Kirchenummauerung | 18. Jahrhundert                                                           | D-4-71-145-47 Wikidata | BW             |

### Rothensand
| Lage                                                              | Objekt      | Beschreibung | Akten-Nr.              | Bild           |
| ----------------------------------------------------------------- | ----------- | --- | ---------------------- | -------------- |
| Kreuzleite, südöstlich an der Straße nach Großbuchfeld (Standort) | Bildstock   | Sandstein, Schaft viereckig, vierseitiger Aufsatz mit Giebelbedachung und bekrönendem Eisenkreuz, neugotisch; bezeichnet „1881“ | D-4-71-145-51 Wikidata | weitere Bilder |
| Pfefferäcker (Standort)                                           | Feldkapelle | Ostseite Werkstein mit Kielbogenöffnung und Giebelkreuz, 18./19. Jahrhundert                                                    | D-4-71-145-52 Wikidata | BW             |
| Rothensander Hauptstraße 6 (Standort)                             | Bauernhof   | Zweigeschossiger Fachwerkbau mit Satteldach, 18. Jhd., Erdgeschoss im 19. Jhd. versteinert, Walme später zurückgebaut           | D-4-71-145-50 Wikidata | BW             |
| Rothensander Hauptstraße 6 (Standort)                             | Bauernhof   | Remise, Massivbau mit Satteldach, 18. Jahrhundert                                                                               | D-4-71-145-50 Wikidata | BW             |
| Rothensander Hauptstraße 6 (Standort)                             | Bauernhof   | Stadel, Sandsteinquader, Fachwerk und Satteldach, 18. Jahrhundert                                                               | D-4-71-145-50 Wikidata | BW             |

### Sassanfahrt
| Lage                                      | Objekt                                          | Beschreibung | Akten-Nr.              | Bild                                   |
| ----------------------------------------- | ----------------------------------------------- | --- | ---------------------- | -------------------------------------- |
| Neugartenstraße (Standort)                | Wegkreuz                                        | Sockel des Wegkreuzes, mit Maßwerkdekor, im Stil der Neogotik, bez. 1871, Korpus und Kreuz später erneuert                                                      | D-4-71-145-81          | BW                                     |
| Pfarrer-Hopfenmüller-Straße 7 (Standort)  | Kleinbauernhaus                                 | Sogenanntes Tropfhaus, eingeschossiger Satteldachbau, 1804, nach Hangrutsch 1888 erneuert                                                                       | D-4-71-145-55 Wikidata | weitere Bilder                         |
| Schloßplatz 1; Schloßplatz 1 a (Standort) | Ehemaliges Schloss                              | Dreigeschossiger Walmdachbau, 1833/34 (dendrochronologisch datiert) über älterem Kern, Südflügel 1875                                                           | D-4-71-145-57 Wikidata | weitere Bilder                         |
| Schloßplatz 1; Schloßplatz 1 a (Standort) | Ehemaliges Schloss, klassizistische Hofeinfahrt | Zwei Sandsteinpfosten | D-4-71-145-57 Wikidata | weitere Bilder                         |
| Schloßplatz 1; Schloßplatz 1 a (Standort) | Ehemaliges Schloss, Gusseisenbrunnen            | Um 1900 | D-4-71-145-57 Wikidata | BW                                     |
| Schloßplatz 1; Schloßplatz 1 a (Standort) | Ehemaliges Schloss, ehemalige Stallung          | Zweigeschossiger Satteldachbau, Erdgeschoss massiv, Obergeschoss verbrettert, um 1800, verändert                                                                | D-4-71-145-57 Wikidata | weitere Bilder                         |
| Schloßplatz 1; Schloßplatz 1 a (Standort) | Ehemaliges Schloss, ehemaliger Stadel           | Satteldach, erste Hälfte 19. Jahrhundert; Ummauerung Sandsteinquader/Ziegel, an Ostseite mit Streben besetzt                                                    | D-4-71-145-57 Wikidata | BW                                     |
| Sankt-Mauritius-Straße 16 (Standort)      | Katholische Kapelle                             | Sandsteinquaderbau und Satteldach, mit Stufengiebel und Fassadentürmchen, neugotisch, 1858; mit Ausstattung                                                     | D-4-71-145-54 Wikidata | weitere Bilder                         |
| Sankt-Mauritius-Straße 20 (Standort)      | Katholische Pfarrkirche St. Mauritius           | Saalbau mit eingezogenem Chor, Satteldach, wuchtiger Chorseitenturm, reduziert gotisierend, 1928 von Johann Reisinger, Spitzhelm 1954 erneuert; mit Ausstattung | D-4-71-145-53 Wikidata | weitere Bilder                         |
| Sassanfahrter Hauptstraße 22 (Standort)   | Kleinbauernhaus, sogenanntes Tropfhaus          | Eingeschossiger Satteldachbau, 1795 | D-4-71-145-79 Wikidata | Kleinbauernhaus, sogenanntes Tropfhaus |

### Seigendorf
| Lage                                   | Objekt                         | Beschreibung | Akten-Nr.              | Bild                           |
| -------------------------------------- | ------------------------------ | --- | ---------------------- | ------------------------------ |
| Seigendorfer Hauptstraße 3 (Standort)  | Bauernhaus                     | Zweigeschossiger Walmdachbau, zweite Hälfte 18. Jahrhundert                                                                                        | D-4-71-145-59 Wikidata | weitere Bilder                 |
| Seigendorfer Hauptstraße 3 (Standort)  | Stadel                         | Gleichzeitiger Stadel, Fachwerk, Satteldach | D-4-71-145-59 Wikidata | weitere Bilder                 |
| Seigendorfer Hauptstraße 11 (Standort) | Bauernhaus                     | Bauernhaus, eingeschossiges Frackdachhaus, Erdgeschoss massiv, 1659/60                                                                             | D-4-71-145-60 Wikidata | Bauernhaus                     |
| Seigendorfer Hauptstraße 13 (Standort) | Bauernhaus                     | Eingeschossiger Satteldachbau, Fachwerk, 18. Jahrhundert                                                                                           | D-4-71-145-61          | Bauernhaus                     |
| Seigendorfer Hauptstraße 17 (Standort) | Bauernhaus                     | Zweigeschossiger Satteldachbau, Obergeschoss Fachwerk, Anfang 19. Jahrhundert                                                                      | D-4-71-145-62 Wikidata | Bauernhaus                     |
| Seigendorfer Hauptstraße 17 (Standort) | Stadel                         | Stadel, Fachwerk, Satteldach, zweite Hälfte 17. Jahrhundert                                                                                        | D-4-71-145-62 Wikidata | Stadel                         |
| Seigendorfer Hauptstraße 22 (Standort) | Ehemalige Schule               | Massiver, eingeschossiger Halbwalmdachbau, verputzt, Fachwerkgiebel, 1815                                                                          | D-4-71-145-63 Wikidata | Ehemalige Schule               |
| Seigendorfer Hauptstraße 25 (Standort) | Stadel                         | Fachwerk, Satteldach, bezeichnet „1808“ | D-4-71-145-64 Wikidata | Stadel                         |
| Seigendorfer Hauptstraße 25 (Standort) | Remise                         | Remise, Fachwerk, Frackdach, Anfang 19. Jahrhundert                                                                                                | D-4-71-145-64 Wikidata | BW                             |
| Seigendorfer Hauptstraße 36 (Standort) | Katholische Kirche St. Michael | Saalbau mit Satteldach, eingezogener Chor, Fassadenturm mit Zwiebelhaube, Sakristeianbau, neugotisch und Heimatstil, 1934 geweiht; mit Ausstattung | D-4-71-145-65 Wikidata | Katholische Kirche St. Michael |
| Seigendorfer Hauptstraße 40 (Standort) | Bauernhaus                     | Zweigeschossiger Walmdachbau, Obergeschoss Fachwerk, Ende 18. Jahrhundert Nebengebäude, Fachwerk, Satteldach, 18. Jahrhundert                      | D-4-71-145-66          | Bauernhaus                     |
| Seigendorfer Hauptstraße 53 (Standort) | Bauernhaus                     | Eingeschossiger Satteldachbau, Fachwerk, 18. Jahrhundert                                                                                           | D-4-71-145-67          | Bauernhaus                     |
| Seigendorfer Hauptstraße 53 (Standort) | Stadel                         | Gleichzeitiger Stadel, Fachwerk, Satteldach | D-4-71-145-67          | Stadel                         |

## Ehemalige Baudenkmäler
| Lage                                                                     | Objekt    | Beschreibung | Akten-Nr.              | Bild |
| ------------------------------------------------------------------------ | --------- | --- | ---------------------- | ---- |
| Strichfelder; außerhalb des Ortes in der Flur gegen Altendorf (Standort) | Bildstock | Sandstein, gebauchter Säulenschaft, vierseitiger Aufsatz mit Giebelabdachung, davor aufgestellter Kreuzstein, Sandsteinplatte (Kreuzstein), Ende 17. Jahrhundert | D-4-71-145-17 Wikidata | BW   |